# マルコ・ヴィスコンティ・ディ・パルマ
マルコ・ヴィスコンティ・ディ・パルマ（Marco Visconti di Parma, 1353年11月 - 1382年1月3日）は、ミラノの僭主ベルナボ・ヴィスコンティの長男で共同統治者。パルマ総督（在任1364年 - 1382年）。

## 生涯
ベルナボ・ヴィスコンティと妻レジーナ・デッラ・スカラの間の長男として生まれた。名前は、洗礼の代父を務めた人文学者フランチェスコ・ペトラルカが、古代ローマの哲人政治家マルクス・トゥッリウス・キケロに因んだ名を付けるようベルナボ夫妻を説得したために、マルコと付けられた。
父は常に周囲の国々に戦争を仕掛け、北イタリアに領土を拡大し続けており、1364年に都市パルマを征服すると息子マルコを同市の総督に任命した。その直後、父は神聖ローマ皇帝やローマ教皇、周囲の国々に対する戦争を中断して和平を望むようになった。周辺勢力との和解の証として、長男マルコとパドヴァ僭主フランチェスコ1世ダ・カッラーラの娘との結婚が提案された。しかし、マルコの母レジーナは、ちょうど実家のヴェローナ僭主家がパドヴァの軍事攻撃を受けていたためこの縁談に不賛成であり、夫を説得して跡取り息子により良い縁談を探すよう説得した。一度は取り決められたマルコの婚約は解消され、成立しかけていたパドヴァとミラノの同盟関係も決裂した。
1367年、マルコはバイエルン公フリードリヒの長女エリーザベトと結婚した。彼女はヴィスコンティ家に4万5000グルデンの持参金をもたらした。1379年、ベルナボはマルコに領土の一部を譲った。同時に、マルコはベルナボの長子として父の共同統治者とされた。その3年後、マルコは28歳程で死去した。妻も彼の死の2週間後に亡くなった。夫妻の間に子供はいなかった。